# Barnum (Minnesota)
Barnum – miasto w Stanach Zjednoczonych, w stanie Minnesota, w hrabstwie Carlton.